# Richtlinie 2024/1385/EU (Gewaltschutzrichtlinie)
Die Richtlinie 2024/1385/EU des Europäischen Parlaments und des Rates vom 14. Mai 2024, auch Gewaltschutzrichtlinie genannt, legt Standards zur Verhütung und Bekämpfung von Gewalt gegen Frauen und häuslicher Gewalt fest, bezogen auf die Bereiche justizielle Zusammenarbeit in Strafsachen und die öffentliche Verwaltung. Hierzu zählen Finanzierungsmaßnahmen sowie politische und legislative Maßnahmen. 

## Inhalt und Vorgeschichte
Mit der Richtlinie werden körperliche Gewalt sowie psychische, wirtschaftliche und sexuelle Gewalt gegen Frauen in der gesamten EU sowohl offline als auch online unter Strafe gestellt. Dies umfasst insbesondere die Verstümmelung weiblicher Genitalien, die Zwangsehe und Cyber-Gewalt, darunter die nicht einvernehmliche Weitergabe von intimen Bildern (einschließlich Deepfakes), Cyber-Stalking, Cyber-Mobbing (einschließlich Cyber-Flashing) und frauenfeindliche Hetze.
Die Pflichten, die die Richtlinie den Mitgliedstaaten auferlegt, umfassen insbesondere:
- die Verabschiedung einer Umsetzungsstrategie,
- die Durchführung von Präventionsmaßnahmen und Sensibilisierungskampagnen,
- die Einrichtung eines nationalen Hilfetelefons,
- die Weiterbildung von zuständigen Fachkräften wie Polizei und Staatsanwaltschaften.

In einer frühen Fassung eines Entwurfs für eine Richtlinie zur Bekämpfung geschlechterspezifischer Gewalt sah diese eine Vereinheitlichung im Sexualstrafrecht vor, insbesondere beim Tatbestand der Vergewaltigung. Von Seiten Deutschlands stellte sich Justizminister Marco Buschmann Anfang 2024 in der Europäischen Kommission gegen eine solche Richtlinie und begründete dies damit, dass die Gestaltung von Strafrecht nicht in die Kompetenz der EU falle: das Strafrecht sei Sache der Mitgliedsstaaten. Auch Frankreich und die Niederlande stellten sich gegen die Vorlage in ihrer ursprünglichen Form. Die Richtlinie wurde später ohne den Vergewaltigungstatbestand neu vorgelegt. Hinzu kam auch, dass die Vorschrift in Artikel 30 zur Errichtung von Schutzunterkünften sich nicht mehr nur auf Frauen, sondern auf alle Opfer häuslicher und sexueller Gewalt bezieht.
Die Vorschriften sind am 13. Juni 2024 in Kraft getreten und sind von den Mitgliedstaaten binnen drei Jahren in nationales Recht umzusetzen.